# Южнокитайска харза
Южнокитайската харза (Martes gwatkinsii) е вид бозайник от семейство Порови (Mustelidae). Видът е световно застрашен, със статут Уязвим.

## Разпространение
Разпространен е в Индия.